# Acme Farm Supply Building
Pour les articles homonymes, voir Acme.
L'Acme Farm Supply Building est un bâtiment commercial américain situé à Nashville, dans le Tennessee. Il est inscrit au Registre national des lieux historiques depuis le 2 avril 1998.